# وقت للقتل (فلم)
وقت للقتل (بالإنجليزية: A Time to Kill) هو فيلم دراما وجريمة أمريكي مقتبس عن رواية تحمل نفس الاسم للكاتب جون غريشام صادرة عام 1989,
من إخراج جويل شوماخر وبطولة كل من ساندرا بولوك، صامويل جاكسون، ماثيو ماكونهي، كيفين سبيسي، بريندا فريكر,أوليفر بلات، تشارلز س. دوتون,آشلي جود، باتريك ماكجوهان ودونالد سثرلاند صدر منتصف عام 1996.

## القصة
تدور الأحداث في ولاية ميسيسيبي الجنوبية. حين يقرر الأب الأسود كارل لي هايلي (صامويل ل. جاكسون) أن يحقق عدالته الخاصة بنفسه بعد فشل النظام القضائي في إدانة الرجلين اللذين قاما باغتصاب ابنته وتركاها على حافة الموت. وحين يقتل كارل الرجلين الأبيضين انتقامًا لابنته، تنفجر قنبلة العنصرية في وجه الجميع في وقتٍ كان الجنوب يعتبر السود مواطنين من الدرجة الثانية. يوكِل كارل المحامي المغمور جاك بريجانس ليدافع عنه في المحكمة، ويبدوا من الواضح أن الأب كارل في طريقه إلى حبل المشنقة.

## الاستقبال النقدي
تلقى الفيلم مراجعات فوق المتوسطة مع متوسط 67% من موقع الطماطم الفاسدة بناء على 51 مراجعة. مقابل 54% على موقع ميتاكريتيك لقاء 21 مراجعة.

## الميزانية والإيرادات
بلغت ميزانية الفيلم 40 مليون دولار. فيما بلغت الإيرادات 108.8 مليون دولار في أمريكا. و43.5 مليون في أنحاء العالم. لتبلغ إيراداته الإجمالية 152.3 مليون دولار

## طاقم العمل
- ساندرا بولوك (ايلين روارك)
- صامويل جاكسون (كارل لي هيلي)
- ماثيو ماكونهي (جاك بريجانس)
- كيفين سبيسي (روفوس بوكلي)
- بريندا فريكر (إيثل تويتي)
- أوليفر بلات (هاري ريكس فونر)
- تشارلز س. دوتون (أوزي والاس)
- آشلي جود (كارلا بريجانس)
- باتريك ماكجوهان (القاضي عمر نوس)
- دونالد سثرلاند (لوسيان ويلبانك)
- كيفر سثرلاند (فريدي لي كوب)[1]

## وصلات خارجية
- مقالات تستعمل روابط فنية بلا صلة مع ويكي بيانات